# Horoholîn Lis, Bohorodceanî
Horoholîn Lis (în ucraineană Горохолин Ліс) este un sat în comuna Horoholîna din raionul Bohorodceanî, regiunea Ivano-Frankivsk, Ucraina.

## Demografie
Componența lingvistică a localității Horoholîn Lis
     Ucraineană (99,55%)
     Alte limbi (0,45%)
Conform recensământului din 2001, majoritatea populației localității Horoholîn Lis era vorbitoare de ucraineană (99,55%), existând în minoritate și vorbitori de alte limbi.